# Râul Rastoșa
Râul Rastoșa este un curs de apă, fiind unul din cele două brațe care formează râului Firiza.  

## Hărți
- Harta județului Maramureș
- Harta muntii Gutâi  Arhivat în 4 martie 2016, la Wayback Machine.